# Clay Armstrong
Clay Margrave Armstrong (né en 1934) est un physiologiste américain et un ancien élève d'Andrew Huxley.

## Biographie
Armstrong obtient son doctorat en médecine de la Washington University School of Medicine en 1960. Il termine sa carrière comme professeur émérite de physiologie à l'Université de Pennsylvanie. Il a également occupé des postes de professeur à l'Université Duke et à l'Université de Rochester.
Armstrong reçoit le prix Prix Louisa-Gross-Horwitz de l'Université Columbia en 1996 et le Prix Albert-Lasker pour la recherche médicale fondamentale (partagé avec Bertil Hille et Roderick MacKinnon) en 1999, pour ses contributions fondamentales à notre compréhension des fonctions des ions pour canaliser les protéines dans les cellules nerveuses. Armstrong est élu à l'Académie nationale des sciences en 1987 et est élu membre de l'Académie américaine des arts et des sciences en 1999 . Il remporte le Prix Gairdner en 2001.
Armstrong est marié à la scientifique Clara Franzini-Armstrong (en).

## Idées et influence
Une grande partie de la compréhension actuelle de la structure et de la fonction des canaux ioniques peut être attribuée à la notion proposée par Clay Armstrong (avec Bertil Hille). Armstrong fournit la première description générale du pore du canal ionique K+, notamment les idées fondamentales d'un filtre de sélectivité qui peut permettre le flux rapide de K+ tout en excluant le flux de Na+ à travers la membrane cellulaire ; un large vestibule intérieur; et un élément de déclenchement moléculaire du côté cytoplasmique du canal qui contrôle le flux d'ions à travers le pore. De plus, les études d'Armstrong (avec Francisco Bezanilla (en)) décrivant la première mesure du mouvement de charge associé à l'activation des canaux ioniques sélectifs au Na+ jettent les bases de la compréhension actuelle de la base moléculaire de la signalisation électrique dans les cellules nerveuses et musculaires.